# Пуховичи (Минская область)
Пуховичи (бел. Пухавічы) — агрогородок в Пуховичском районе Минской области Беларуси. Центр Пуховичского сельсовета. Население 1825 человек (2009).

## География
Пуховичи находятся в 6 км к северо-востоку от центра города Марьина Горка. Местность принадлежит бассейну Днепра, по южной окраине агрогородка протекает река Титовка, которая на юго-восточной оконечности Пуховичей впадает в Свислочь. Рядом с северной окраиной агрогородка проходит автомагистраль М5 (Минск — Гомель), ещё одна дорога связывает Пуховичи с Марьиной Горкой. Ближайшая ж/д станция на линии Минск-Гомель находится в Марьиной Горке; станция, несмотря на своё расположение, носит название Пуховичи.

## История
Впервые Пуховичи упоминаются в XVI веке. Согласно административно-территориальной реформе в середине XVI века в Великом княжестве Литовском местность вошла в состав Минского повета Минского воеводства.
В результате второго раздела Речи Посполитой (1793) Пуховичи оказались в составе Российской империи, где стали центром волости Игуменского уезда Минской губернии. C конца XVIII века местечком владели Сулистровские, позднее имение многократно меняло хозяев. В 1863 году в Пуховичах открылась народное училище, в 1874 году построена деревянная церковь Рождества Богородицы. В 1886 году в местечке было 73 двора, церковь, три синагоги, народное училище, две пивоварни, 26 магазинов, 4 регулярные ярмарки. В 1897 в местечке проживало 1912 человек, 92 % которых были евреями.

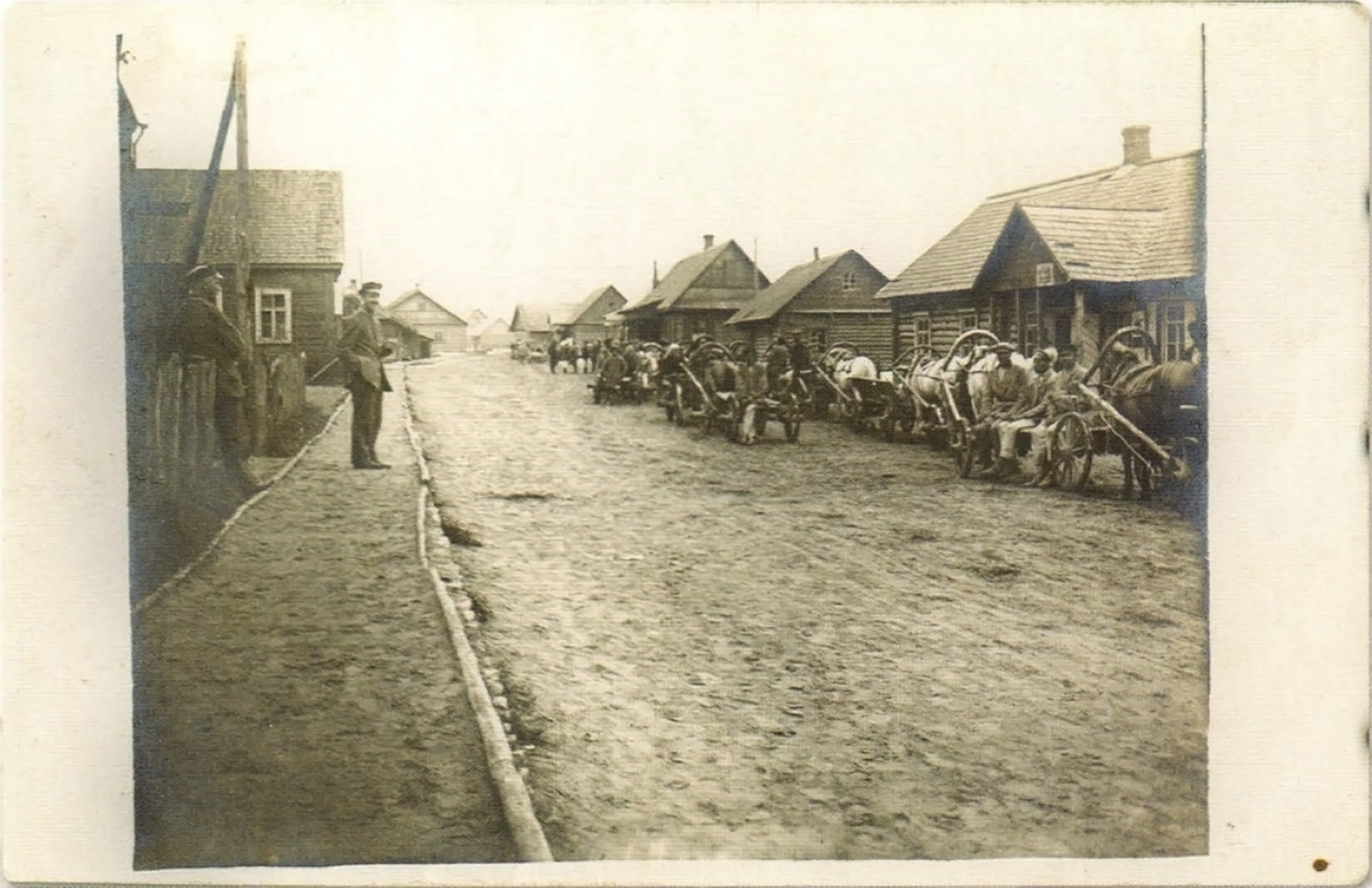
Пуховичи в 1918 году

В 1919 году Пуховичи вошли в БССР, где 17 июня 1924 года стали центром Пуховичского района. 29 июля 1925 года на районном съезде Советов, было принято решение о переносе центра из Пуховичей в поселок Марьина Горка, район, однако, сохранил прежнее название.
В 1920-х годах часть еврейского населения покинула Пуховичи. В 1926 году здесь жило 929 евреев, что составляло 43 % населения. В июле 1941 года посёлок заняли части вермахта. В сентябре 1941 года евреи из Пуховичского гетто были переведены в гетто в Марьиной Горке и там убиты. Освобождение посёлка состоялось в июле 1944 года.
Историческая церковь Рождества Богородицы 1874 года постройки была разобрана в 1950 годах, во второй половине XX века в посёлке была открыта церковь с тем же названием в здании бывшего клуба.

## Достопримечательности
- Православная церковь Рождества Пресвятой Богородицы. Была открыта в 1843 году, но при Советской власти здание церкви было перестроено под клуб. Православной общине здание было передано с распадом СССР, и церковь в Пуховичах была вновь открыта.
- Мемориал в честь павших в боях Великой Отечественной войны.
- Памятник жертвам нацизма.
- Еврейское кладбище.